# スティーブン・レリュード
スティーブン・ジェームズ・レリュード（Steven James Lerud, 1984年10月13日 - ）は、アメリカ合衆国・ネバダ州リノ出身の元プロ野球選手（捕手）。右投右打。

## 経歴

### プロ入りとマイナー時代とフィリーズ時代
2003年のMLBドラフトでピッツバーグ・パイレーツから3巡目（全体75位）指名を受け、プロ入り。
ボルチモア・オリオールズ傘下を経て2012年にフィラデルフィア・フィリーズへ移籍。同年8月24日にメジャー初昇格を果たし、30日のニューヨーク・メッツ戦でメジャーデビューした。この年は、メジャーで3試合に出場した。オフに40人枠外となったが、マイナー契約を結んで残留した。
2013年は、メジャーで6試合に出場した。

### ブレーブス傘下時代
2013年11月11日にアトランタ・ブレーブスとマイナー契約を結び、2014年のスプリングトレーニングに招待選手として参加した。この年はメジャーには昇格できず、AAA級グウィネット・ブレーブスに所属した。

### ナショナルズ傘下時代
2015年1月13日にワシントン・ナショナルズとマイナー契約を結び、同年のスプリングトレーニングに招待選手として参加した。この年もメジャーには昇格できず、AAA級シラキュース・チーフスに所属した。シーズン終了後の11月7日にFAとなった。

### マリナーズ傘下時代
2016年2月3日、シアトル・マリナーズとマイナー契約を結び、同年のスプリングトレーニングに招待選手として参加することになった。メジャー昇格はならず、4月4日にAAA級タコマ・レイニアーズに配属され、4月7日に自由契約となった。

### ジャイアンツ傘下時代
2016年4月29日にサンフランシスコ・ジャイアンツとマイナー契約を結び、傘下のAA級リッチモンド・フライングスクウォーレルズでプレーした、オフの11月7日にFAとなった。

### レンジャーズ傘下時代
2017年1月5日、テキサス・レンジャーズとマイナー契約を結び、同年のスプリングトレーニングに招待選手として参加することになった。この年はマイナーでも出場はなく、この年限りで現役を引退した。

## 詳細情報

### 背番号
- 39 (2012年 - 2013年)